# Sulafa Khatun
Sulafa Khatun, död efter 1225, var regerande atabeg i Maragha (Iran) mellan 1209 och 1225.
Hon ärvde ämbetet atabeg år 1209. Att en kvinna blev en monark i en muslimsk stat var kontroversiellt, och hennes samtida Ibn al-Athir förklarade att han skämdes över att en kvinna regerade en muslimsk stat, och citerade profeten Muhammeds fördömande ord mot kvinnliga makthavare. Sulafa Khatun var dock medlem i en turkomansk dynasti, och de turkiska dynastierna i Iran, även om de var muslimer, hade en annan syn på kön än de arabiska. 
Sulafa Khatun försvarade framgångsrikt Maragha från citadellet Ru'in Diz när mongolerna belägrade staden i april 1221. År 1225 led hon nederlag mot Jalal al-Din Mangburni, varpå hon tvingades gifta sig med honom, abdikera och överlåta sin stat och makt till honom. 